# Segunda invasão francesa de Portugal

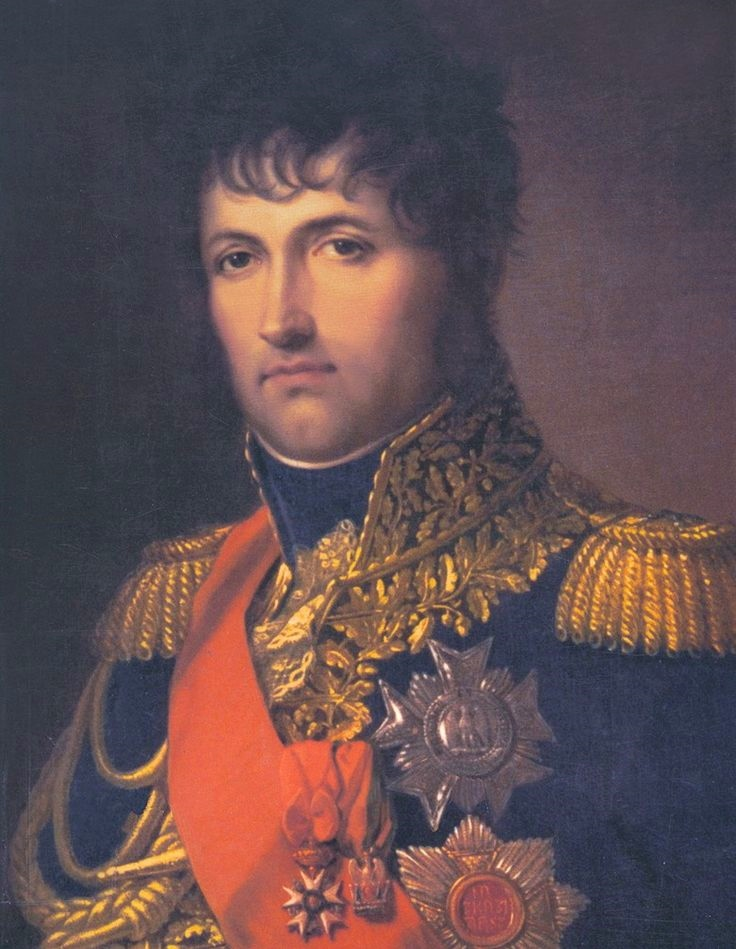
Nicholas Jean-de-Dieu Soult, Marechal de França, Duque da Dalmácia (1769–1851).

A Segunda Invasão Francesa de Portugal, que opôs forças portuguesas e britânicas às do Império Francês, teve início a 3 de Fevereiro de 1809 e teve fim após a Segunda Batalha do Porto a 12 de Maio de 1809, o que levou à retirada das tropas francesas do Norte de Portugal.

## Antecedentes
Após a assinatura da Convenção de Sintra, que estabeleceu um fim à Primeira Invasão Francesa, Dalrymple, Burray e Arthur Wellesley são chamados a Londres a fim de serem ouvidos numa comissão de inquérito sobre os termos daquele documento. Com isso, o comando das forças britânicas na Península foi entregue a Sir John Moore em 6 de Outubro de 1808.
No Congresso de Erfur (27 de Setembro a 14 de Outubro de 1808) foram reafirmados os termos do Tratado de Tilsit (7 de Julho de 1807) entre Napoleão e Alexandre I da Rússia. O imperador francês ficava assim liberto para vir à Península Ibérica resolver a questão urgente da Guerra Peninsular. Napoleão entra em Espanha a 4 de Novembro e dispõe, na Península, de uma força superior a 200 mil homens.
Esta grande ofensiva dirigida pelo próprio imperador levou Sir John Moore, com a maior parte das forças britânicas existentes em Portugal, a deslocar-se para Espanha com o objectivo de, juntamente com os exércitos espanhóis, enfrentar esta ameaça. A campanha terminou com a retirada das tropas britânicas da Península após a batalha da Corunha (16 de Janeiro de 1809). Napoleão, entretanto, tinha voltado para França para defrontar os austríacos e tinha deixado a perseguição do exército britânico a cargo do seu II Corpo da Grande Armée, sob comando do marechal Nicolas Jean-de-Dieu Soult.
As ordens que Soult tinha recebido de Napoleão consistiam em marchar em direcção ao Porto após o embarque das tropas britânicas de Corunha, devendo aquela cidade ser ocupada a 1 de Fevereiro. Dez dias mais tarde o II Corpo deveria estar em Lisboa. O I Corpo, situado em Mérida (Espanha, a cerca de 65 km de Badajoz), sob o comando do marechal Claude Victor-Perrin, enviaria uma coluna em direção a Lisboa quando Soult se aproximasse da capital portuguesa e, simultaneamente, a sua 2ª Divisão (comando do general Pierre Bellon Lapisse) que se encontrava em Salamanca devia marchar sobre Ciudad Rodrigo e Almeida assim que recebesse notícias da chegada de Soult ao Porto.
Ao estabelecer este plano, Napoleão não teve em conta as condições meteorológicas e a péssima condição das estradas que não permitiam rápidos movimentos de tropas. Também não previu a acção das forças irregulares portuguesas que, não podendo travar o avanço de uma força experiente, disciplinada e bem equipada, podiam pelo menos flagelá-la, retardar o seu avanço e pôr em perigo as suas linhas de comunicações. Este plano não podia funcionar sem que a comunicação entre o I e o II Corpo, que se encontravam afastados muitas dezenas de quilómetros, se processasse normalmente e esta comunicação era praticamente impossível a menos que toda a correspondência fosse transportada por forças de efectivos numerosas.
Quando Soult deixou a Corunha dirigiu-se ao Ferrol que se submeteu sem dificuldade a 26 de Janeiro de 1809. À vontade da população em resistir aos franceses, opunha-se a falta de determinação dos comandantes militares. O mesmo sucedeu com Vigo e Tui. No dia 2 de Fevereiro a guarda avançada de Soult chegou à margem norte do rio Minho mas só no dia 15 de Fevereiro, depois de estarem reunidas todas as forças, foi feita a tentativa de entrar em Portugal.

## A Invasão de Portugal

### Primeiras Tentativas

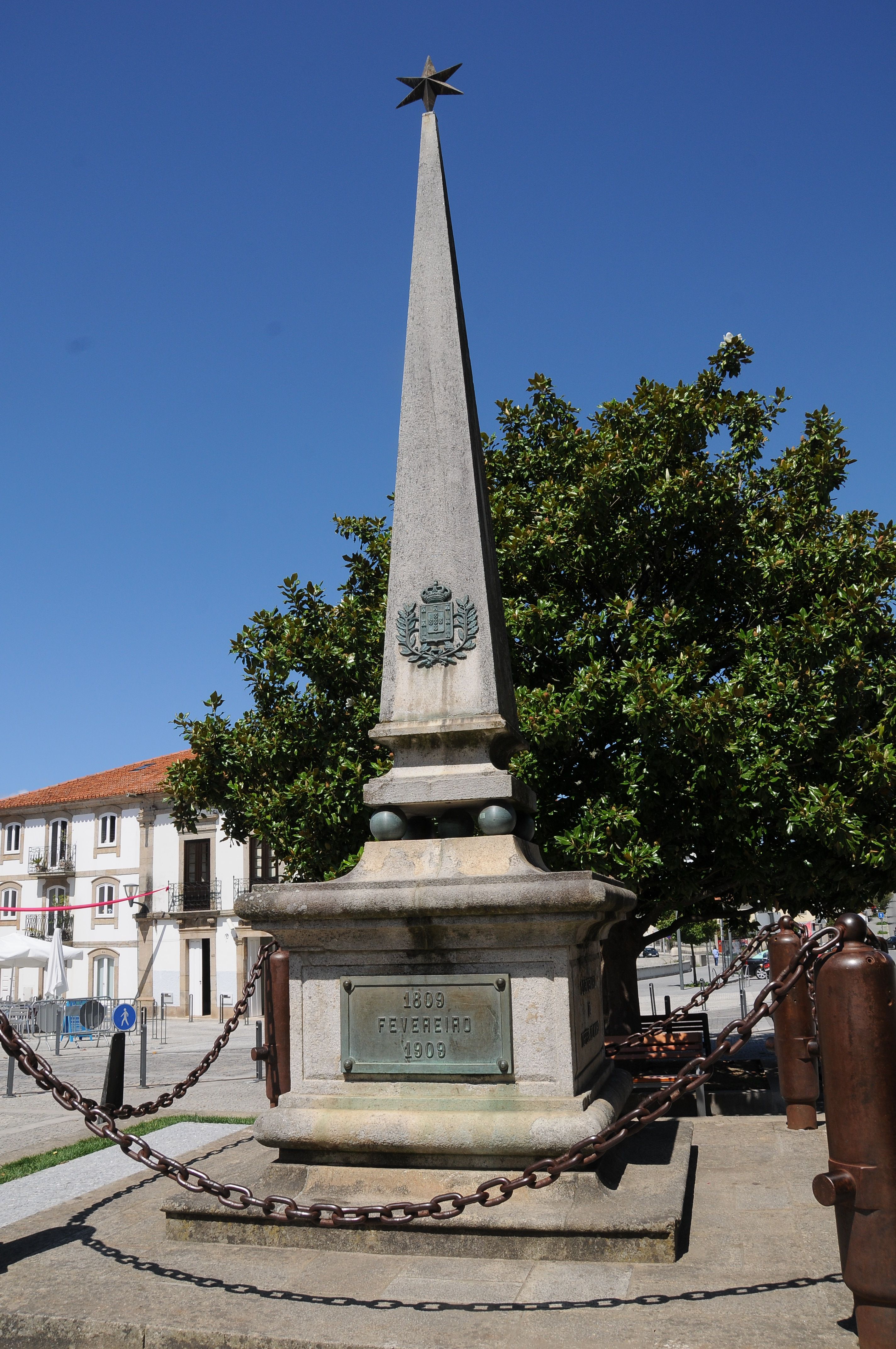
Monumento em Vila Nova de Cerveira

Soult manda passar o rio Minho no dia 15 de Fevereiro de 1809 em direcção a Vila Nova de Cerveira mas uma resposta imediata  da artilharia portuguesa impede a passagem das forças e estas retiram.

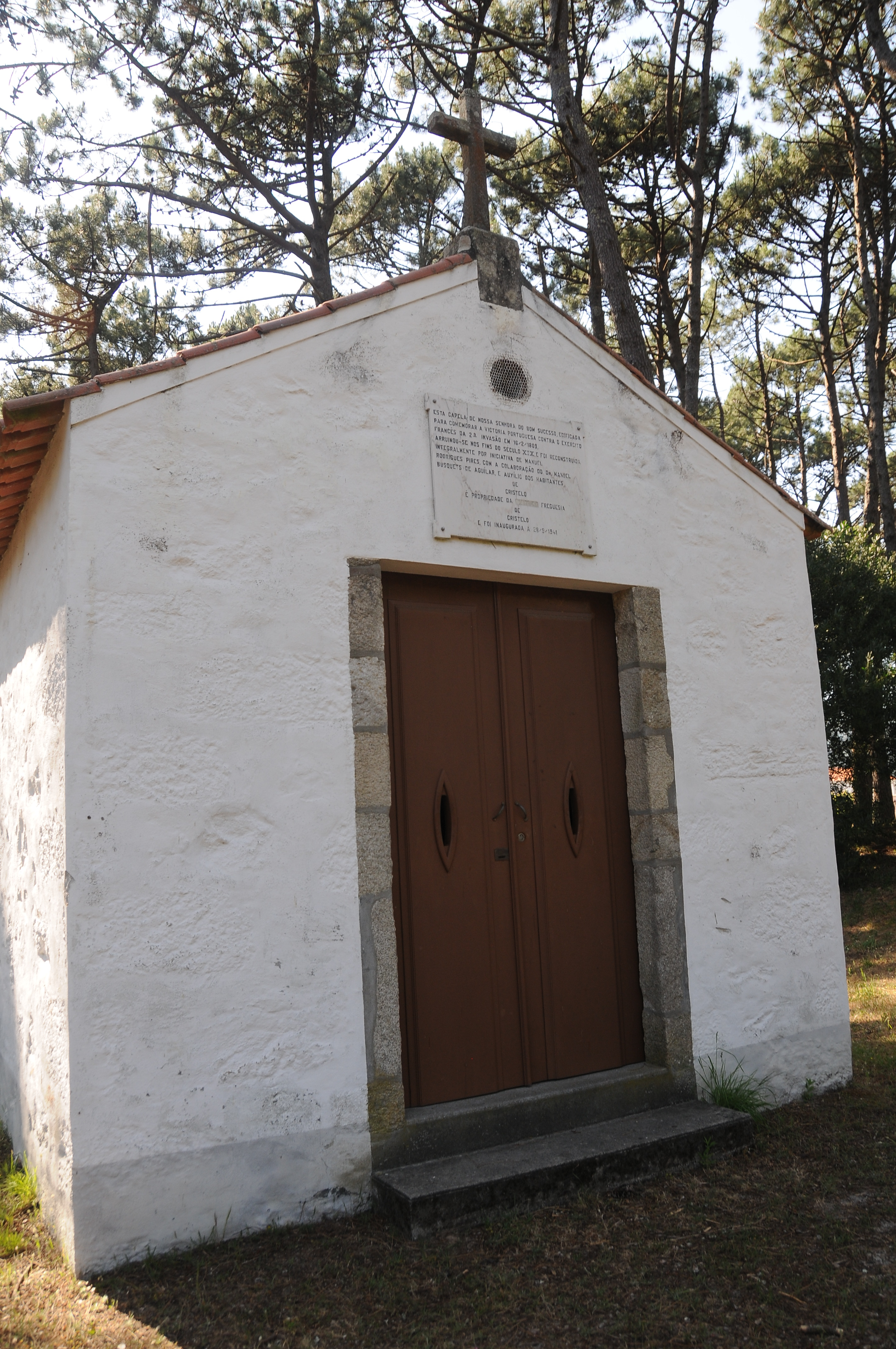
Capela Nossa do Bom Sucesso na Mata do Camarido, comemorativa da vitória das forças portuguesas

Em 16 de fevereiro de 1809 Soult faz mais uma tentativa de entrar em Portugal com uma travessia entre Camposancos (na margem norte, a cerca de 3 km da foz do rio Minho) e Caminha (na margem sul). A travessia foi tentada em duas ou três dezenas de barcos de pescadores e, desta forma, apenas podiam ser transportados cerca de 300 homens de cada vez. As forças irregulares portuguesas apoiadas por dissidentes galegos, que vigiavam na margem sul abriram fogo e só três embarcações chegaram ao seu destino com trinta e poucos homens que foram imediatamente aprisionados.
Soult decidiu não fazer outra tentativa de atravessar o Minho e deu ordem às suas unidades para marcharem em direcção a Ourense e daí seguirem em direcção a Chaves pelo vale do rio Tâmega. Numa viagem marcada por confrontos com os insurrectos espanhóis, as primeiras forças chegaram a Ourense no dia 20 de Fevereiro e encontraram intacta a ponte que lhes permitia atravessar o rio. Só no dia 24 é que concentrar-se-iam todas as forças. Soult conservou o seu quartel general em Ourense por mais 9 dias para reabastecer e reparar equipamentos. O avanço para Portugal ficou marcado para 4 de Março.

### Chaves
No dia 4 o exército francês marchou de Ourense para Allariz e daí para Monterrei onde esperou mais três dias para permitir às unidades e comboios de apoio logístico mais à retaguarda acompanharem o grosso das forças. No dia 10 de Março retomou a marcha em direção a Chaves com forças em ambos os lados do Tâmega. As forças espanholas do tenente-general marquês de La Romana tinham retirado daquela região e o brigadeiro Silveira, governador militar de Trás-os-Montes, ficou isolado perante o invasor. Outras forças portuguesas encontravam-se em Braga e Porto, sob o comando do general Bernardim Freire de Andrade, governador militar do Porto, mas foi decidido que não se juntariam a Silveira.
Perante a impossibilidade de resistir ao invasor, Silveira retirou as suas forças regulares para as posições de São Pedro de Agostém, a sul de Chaves. No entanto, as numerosas forças irregulares que o acompanhavam, bem como parte do Regimento de Infantaria 12 de Chaves, decidiram defender aquela praça. Soult resolveu começar por atacar as forças do brigadeiro Silveira em São Pedro que foram obrigadas a retirar para Vila Real. Sentindo-se menos protegidos, os defensores da praça de Chaves renderam-se no dia 12 de Março. Soult fez de Chaves a sua base para as futuras operações em Portugal.
Em Chaves, Soult decidiu seguir para o Porto através da Serra da Cabreira e descer o vale do rio Cávado por Ruivães e Salamonde. Desta forma evitava as forças do brigadeiro Silveira e um território que era mais fácil de defender. Pelo itinerário escolhido, depois de Salamonde chegaria a Braga e, a partir daí, dispunha de uma boa estrada até ao Porto.

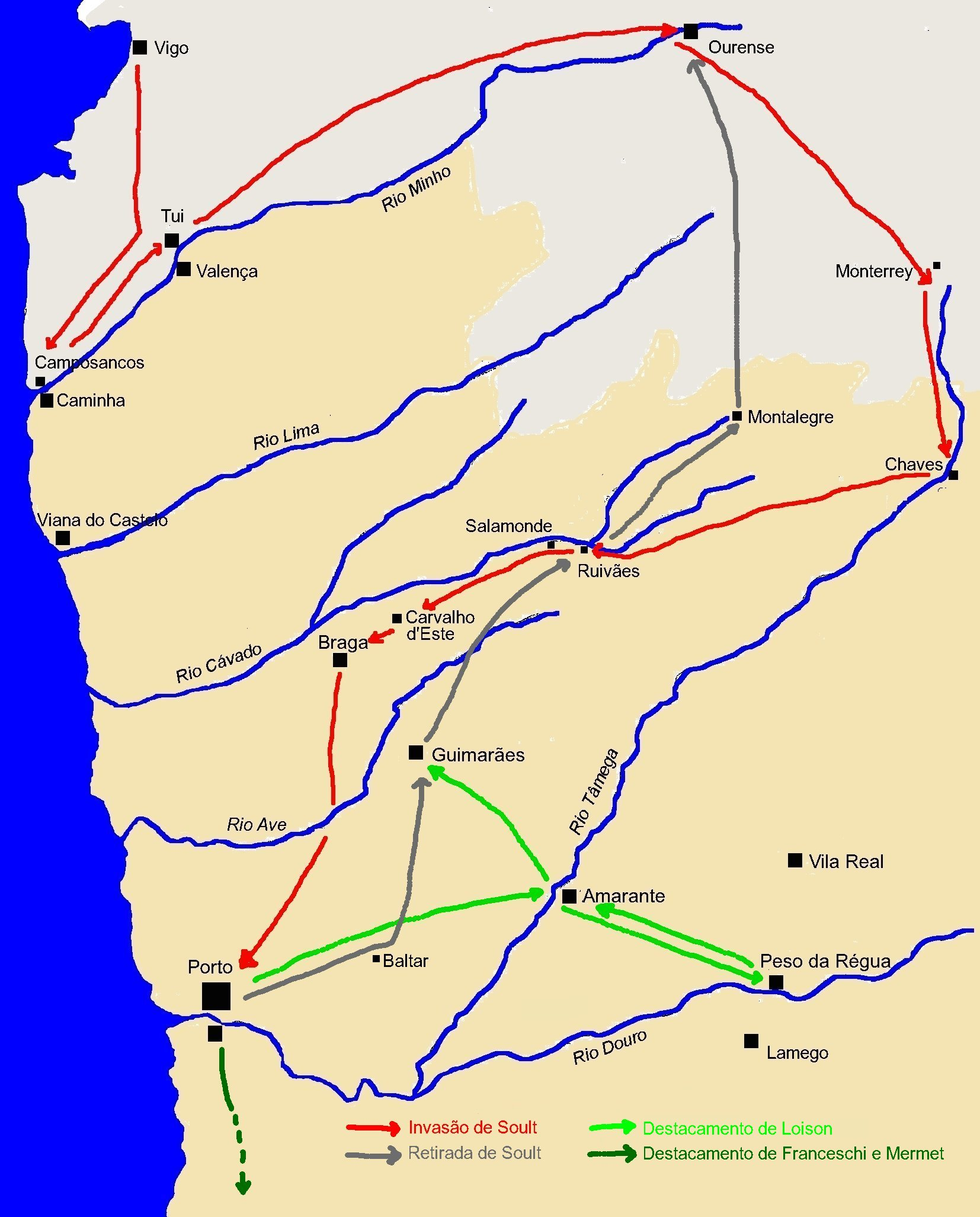
Principais movimentos das forças francesas na 2.ª Invasão Francesa de Portugal.

### Braga
O general Bernardim Freire colocou apenas postos de observação nas posições de Ruivães e Salamonde onde existiam boas condições de defesa. Enviou pedidos de ajuda dirigidos ao bispo do Porto e à Regência e do primeiro recebeu o 2.º batalhão da Leal Legião Lusitana, sob o comando do Barão de Eben mas os reforços enviados de Lisboa — dois batalhões — ainda nem tinham atravessado o rio Douro. Bernardim Freire, não confiando nas suas tropas, uma multidão indisciplinada e mal armada, começou a enviar para a retaguarda os seus comboios e vagões de abastecimentos e a artilharia de posição para se juntar à defesa do Porto. Este ato foi visto como traição pela população que era maioritariamente da zona e Bernardim Freire, que acabou por ser assassinado às mãos do povo de Braga.
Soult iniciou o movimento de Chaves para Braga, no dia 14 de Março. Enviou um destacamento na direção de Vila Real para fixar as forças do brigadeiro Silveira. A 3ª Divisão de Cavalaria do general Jean–Baptiste Franceschi–Delonne e a 3ª Divisão do general Delaborde seguiram à frente e facilmente afastaram os focos de resistência que encontravam mesmo nas mais pequenas povoações onde entre os combatentes se encontravam homens e mulheres, novos e velhos, clérigos e camponeses.
Na povoação de Carvalho d'Este, a pouco menos de 10 km de Braga, nas colinas de cada lado da estrada, uma força muito heterogénea com cerca de 25 mil portugueses pretendeu travar o avanço do invasor, mas tal não aconteceu, uma vez que não tinha capacidade de enfrentar com êxito um exército bem equipado, treinado, disciplinado e experiente. A Batalha do Carvalho d'Este, a 20 de Março de 1809, foi facilmente resolvida a favor das tropas francesas que, em seguida, ocuparam Braga.

### Porto
Depois de ocupada a cidade de Braga, Soult seguiu em direcção ao Porto. Novamente as improvisadas forças portuguesas, na sua maioria constituídas por milicianos, ofereceram resistência no rio Ave (ver artigo A passagem do rio Ave, Março de 1809), em Ponte de Ave e na Ponte da Lagoncinha, em Lousado, e na Barca da Trofa, mas não conseguiram impedir a passagem das forças francesas e, no dia 27, Soult avistava os trabalhos de fortificação da defesa do Porto.
A cidade estava defendida por uma linha de trincheiras e baterias com cerca de 10 km de extensão, sobre as colinas que circundavam a cidade, desde o Forte de São João Baptista da Foz até à capela de Bonfim onde existe hoje a igreja paroquial. Os trabalhos de defesa foram efectuados sob a direcção de oficiais de engenharia portugueses e britânicos. Existiam quase 200 bocas de fogo de artilharia, as principais ruas da cidade foram barricadas e todo o dispositivo estava guarnecido por uma força numerosa.
O exército que foi possível reunir para defender o Porto tinha cerca de 5 mil homens de tropas regulares, a maioria deles recrutas com poucas semanas de serviço, três ou quatro regimentos de milícias mal armados e de pouca disciplina e um número elevado de cidadãos com falta de armas, disciplina e qualquer experiência militar. Não se conhece ao certo o efectivo desta força, mas pensa-se que não seria inferior a 30 mil homens .
Os portugueses recusaram as propostas de Soult para se renderem e a Batalha do Porto (28 de Março de 1809) que se seguiu foi mais uma demonstração da falta de eficácia das forças improvisadas. As defesas portuguesas foram quebradas e a cidade caiu nas mãos dos franceses. A luta prolongou-se dentro da cidade, nas sucessivas barricadas que tinham sido levantadas em cada rua, mas sem possibilidades de conter o invasor. Para além das habituais atrocidades cometidas sobre a população, o desastre da Ponte das Barcas provocou também numerosas mortes. Após a ocupação do Porto, Soult enviou um contingente para sul do Douro formada pela cavalaria de Franceschi e a infantaria do general Mermet.

## Reorganização do Exército Português
A Regência formada após a Primeira Invasão Francesa, perante a situação caótica em que se encontrava o exército que tinha sido desmantelado por Junot, solicitou ajuda ao Reino Unido no sentido de indicar um oficial que levasse a cabo a tarefa de reorganização sem a qual não estaríamos em condições de enfrentar qualquer nova ameaça. Foi nomeado para essa tarefa o major-general William Carr Beresford que ao chegar a Portugal recebeu o título de Marechal do Exército Português.
Quando Beresford chegou a Portugal já as forças francesas atravessavam a fronteira a norte de Chaves. Muitos oficiais britânicos vieram prestar serviço no Exército Português. A influência britânica foi determinante na reorganização do exército que inicialmente abrangeu apenas o centro e sul do País pois as unidades a norte do Douro estavam empenhadas contra Soult. Quando, dois meses mais tarde, se concentraram as forças para expulsarem as tropas francesas de Portugal, Beresford dispunha de dez regimentos de infantaria, embora alguns com apenas um batalhão, três batalhões de caçadores e três regimentos de cavalaria incompletos. Alguns batalhões iriam atuar já integrados em brigadas britânicas.

## A Defesa de Amarante
Na região de Trás-os-Montes, as comunicações ao longo da linha do Douro com as forças francesas em Espanha estavam cortadas pelas tropas do brigadeiro Silveira. Obrigado a retirar de Chaves, dirigiu as suas tropas para Vila Real mas, assim que soube que Soult se dirigiu para Braga, reuniu as suas tropas, regulares e irregulares, e cercou a guarnição francesa que ali tinha ficado. Esta rendeu-se após cinco dias de cerco. Em seguida, Silveira dirigiu-se para Amarante onde, além dos muitos ordenanças que conseguiu reunir na região de Chaves, recebeu também muitos dos fugitivos que tinham escapado do Porto. O seu exército agora contava cerca de 10 mil homens .
As forças do brigadeiro Silveira ocuparam a margem esquerda (Leste) do Tâmega e protegeram com trincheiras e alguns obstáculos as pontes e vaus daquele rio. Quando o destacamento de Loison, que Soult tinha enviado para estabelecer contacto com as forças de Lapisse, chegou ao rio Tâmega encontrou todas as passagens defendidas pelas tropas do brigadeiro Silveira. Da resistência colocada ao avanço das tropas francesas, a defesa da Ponte de Amarante foi a ação mais significativa. Entre 18 de Abril e 2 de Maio, as forças portuguesas conseguiram impedir que as tropas francesas passassem para Leste do Tâmega e, igualmente importante, conseguiram imobilizar durante todo aquele tempo uma parte importante do exército de Soult que, depois de reforçado por duas vezes o destacamento de Loison, somava já cerca de 9 mil homens .
As tropas francesas acabaram por passar o Tâmega mas, devido à acção das forças de Silveira e da coluna sob comando de Beresford, que tinha saído de Coimbra no início de Maio e chegado a Peso da Régua a 10, acabaram por ser obrigadas a voltar para trás. No dia 12 de Maio, quando as forças de Wellesley entravam no Porto, Loison iniciava a retirada de Amarante para Guimarães. Nesse mesmo dia Soult iniciava a sua retirada em direcção à Galiza.

## Intervenção britânica
As forças britânicas que tinham ficado em Portugal depois da partida de Sir John Moore para a malograda campanha que terminou com a Batalha da Corunha não eram adequadas para enfrentar os franceses, não só pelo seu fraco efectivo mas também pelo carácter do seu comandante, Sir John Cradock. Foram pois enviados reforços e um novo comandante: o tenente-general Sir Arthur Wellesley, o vencedor das Batalhas de Roliça e do Vimeiro.
Wellesley chegou a Lisboa a 21 de Abril de 1809. O seu plano consistia em avançar com o grosso das suas forças em direcção ao Porto, tão rapidamente quanto possível, de forma a atingir a cidade antes que Soult conseguisse concentrar o seu exército; enviar uma coluna sob o comando de Beresford para atravessar o Douro em Lamego e juntar-se às forças do brigadeiro Silveira para interceptar a linha de retirada de Soult através de Trás-os-Montes em direcção a Salamanca.
A coluna que iria marchar em direcção ao Porto, sob o comando direto de Wellesley, com cerca de 18 mil homens, era constituída por 
- 6 brigadas de infantaria, britânicas;
- 1 brigada alemã (King's German Legion);
- Regimentos de Infantaria 10 (Lisboa) e 16 (Lisboa), portugueses;
- 3 regimentos de cavalaria britânicos;
- 1 regimento de cavalaria alemão (da Leal Legião Alemã);
- 4 brigadas de artilharia (550 artilheiros e 24 bocas de fogo).

A cavalaria somava um total de 1.504 cavalos. Os regimentos de infantaria portugueses estavam repartidos pelas brigadas inglesas. Estas não estavam ainda organizadas em divisões embora estivesse estabelecido que as brigadas de Richard Stewart e Murray actuariam juntas sob o comando de Edward Paget, as brigadas de H. Champbell, A. Champbell e Sontag iriam actuar em conjunto sob comando de Sherbrooke e as brigadas de Hill e Cameron ficariam sob comando de Hill.

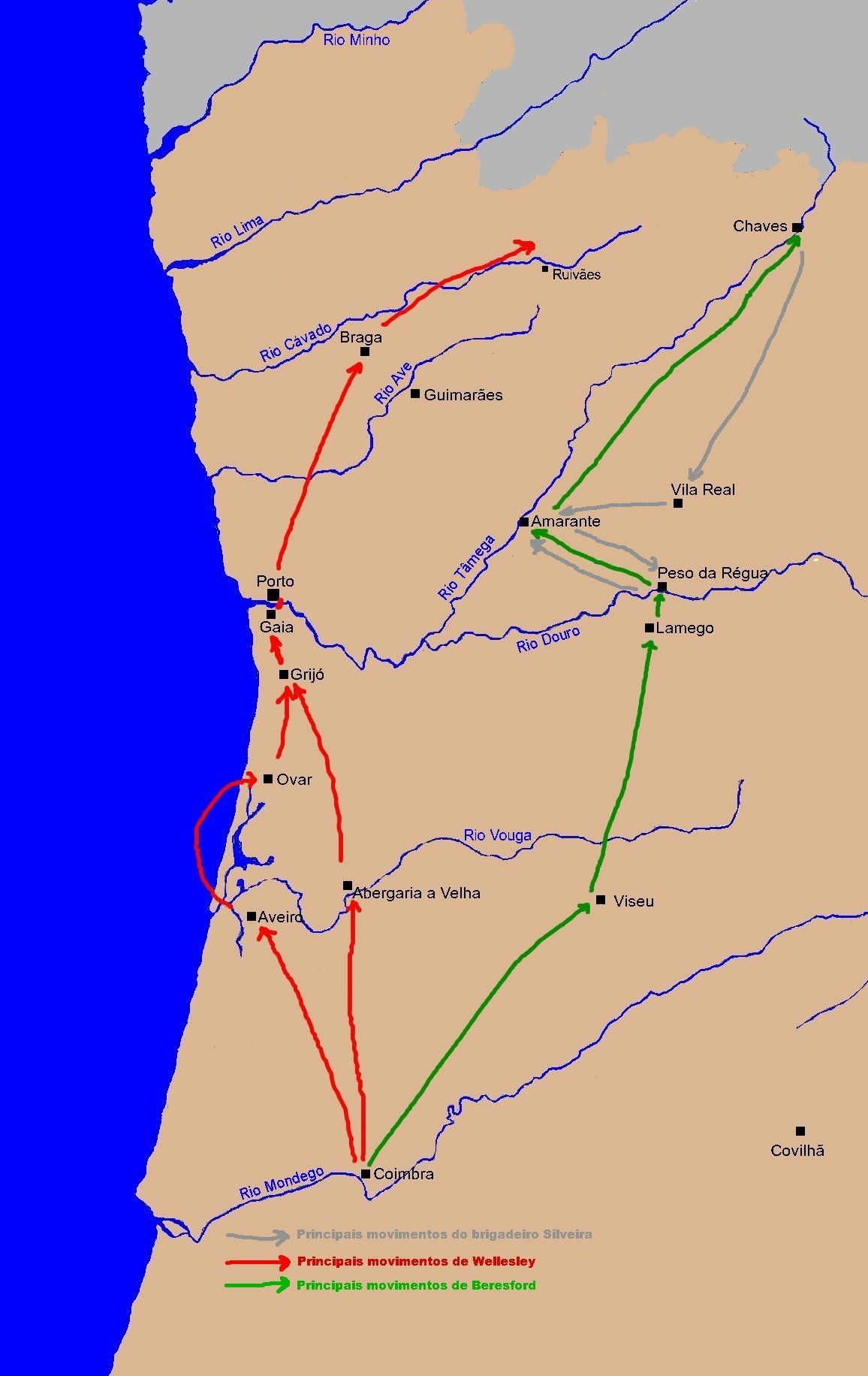
Principais movimentos das forças luso-britânicas na Segunda Invasão Francesa de Portugal.

A coluna sob o comando de Beresford, com cerca de 5.800 homens, era constituída por :
- Brigada de Infantaria Britânica, sob comando do major-general Christopher Tilson, constituída por três batalhões, um total de 1439 homens.
- Brigada de Infantaria Portuguesa, constituída por cinco batalhões: 2/RI 1 de Lisboa , 1&2/RI 7 de Setúbal e 1&2/RI 19 de Cascais.
- Corpo de cavalaria constituído pelo 4/14th Light Dragoons e por três esquadrões do RC 1 (Alcântara). No total prefaziam 457 cavaleiros.
- A artilharia era constituída por duas brigadas (baterias) portuguesas.

Além destes destacamentos, Wellesley enviou uma força sob o comando do major-general Alex Radoll Mackenzie (comandante da 2ª Brigada de Infantaria) para impedir o eventual avanço do I Corpo do marechal Victor sobre Lisboa através do vale do Tejo ou por Sul. Esta força tinha a seguinte constituição :
- 2ª Brigada de Infantaria Britânica (4 batalhões);
- Brigada de Infantaria Portuguesa (9 batalhões de Infantaria de Linha e 3 batalhões de Caçadores);
- Brigada de Cavalaria Britânica (2 regimentos de Dragões);
- Brigada de Cavalaria Portuguesa (2 regimentos de Dragões - 5 esquadrões)
- 1 bateria de artilharia britânica;
- 2 baterias de artilharia portuguesas.

A coluna de Beresford iniciou o movimento para Norte no dia 6 de Maio, chegou a Viseu a 8 e juntou-se às forças do brigadeiro Silveira a 10. A coluna de Wellesley iniciou o movimento no dia 7 de Maio e foi dividida por dois itinerários: a estrada principal que passava por Ponte de Vouga e Santa Maria da Feira, por onde seguiram cinco brigadas de infantaria e a totalidade da cavalaria, e uma estrada secundária, perto da costa, que passava por Aveiro e Ovar, por onde seguiram as brigadas de Hill e Cameron. À frente da coluna principal, as milícias portuguesas sob o comando do coronel Trant, mascaravam o movimento e informavam sobre a actividade do inimigo.
As brigadas de Hill e Cameron, ao chegarem a Aveiro, embarcaram nas embarcações que aí foi possível reunir e desembarcaram em Ovar numa tentativa de surpreender a cavalaria francesa de Franceschi e atacá-la de flanco. A manobra não surtiu efeito porque atrás daquele corpo de cavalaria estavam onze batalhões de infantaria de Mermet e havia dificuldade em transportar simultaneamente todo o efectivo das duas brigadas. A coluna principal estabeleceu contacto com o inimigo em Serém - Concelho do Vouga, também se verificaram algumas escaramuças e travou-se o Combate de Grijó (11 de Maio) já mais perto do Porto. Nessa mesma noite, as forças francesas de Franceschi e Mermet atravessaram o Douro e destruíram a ponte. Wellesley ocupou a margem Sul.
A 12 de Maio algumas unidades de Wellesley conseguiram atravessar o Douro numa acção de surpresa e estabelecer uma testa de ponte que permitiu a travessia de um número significativo de unidades. A Batalha do Douro não foi particularmente violenta pois Soult ordenou rapidamente a retirada. As tropas francesas dirigiram-se em direcção a Amarante onde Soult esperava atravessar o Tâmega e estabelecer contacto com Loison.

## Retirada francesa
No dia 12 de Maio de tarde, Soult estava a caminho de Amarante convencido que iria encontrar o destacamento comandado por Loison, de quem não recebia notícias desde o dia 7. Ao anoitecer acamparam em Baltar, a meio caminho entre o Porto e Amarante. Aí teve conhecimento que Loison tinha abandonado Amarante e dirigia-se para Guimarães. Amarante encontrava-se agora em poder das forças portuguesas.  O plano de Soult, que consistia em retirar para Espanha em direcção a Salamanca, teve que ser alterado. Com forças inimigas a Este e a Oeste e com o rio Douro a Sul, tinha de escolher entre seguir para Norte atravessando a Serra de Santa Catarina, por caminhos difíceis que ainda teria de descobrir, ou enfrentar as forças portuguesas em Amarante. Neste último caso arriscava-se a ser atacado à retaguarda pelas forças de Wellesley que certamente o perseguiriam a partir do Porto. Optou pois pela primeira hipótese.
A travessia da Serra de Santa Catarina, sem estradas, apenas dispondo de caminhos perigosos, obrigou a abandonar tudo o que não podia ser transportado às costas dos homens ou no dorso dos animais. Foram dadas ordens para cada homem transportar na sua mochila apenas comida e munições. As reservas de munições e pólvora que foi possível transportar nos cavalos da artilharia foram devidamente acondicionadas e carregadas. As bocas de fogo de artilharia, as suas munições e pólvora que não podia ser transportada, as bagagens e produtos do saque foram abandonados para que fosse possível retirar através de itinerários que pouco mais eram que carreiros de cabras. A marcha foi iniciada com uma chuva intensa que durou três dias e tornou a jornada ainda mais difícil mas que os protegeu da observação do inimigo.
As forças de Soult  saíram de Baltar no dia 13 de Maio ao início do dia e no dia seguinte conseguiram entrar em contacto com Loison que se encontrava em Guimarães. Era intenção de Soult seguir para Braga mas foi informado que as forças de Wellesley já ali tinham chegado. Resolveu então seguir por Chaves mas esta praça tinha sido ocupada pela unidades de Beresford. As principais estradas estavam portanto cortadas para a sua retirada e, desta forma, tinha de continuar a marcha pelos itinerários mais difíceis. Atravessou o rio Cávado em Ponte Nova e daí seguiu para Montalegre onde chegou a 17 de Maio. No dia seguinte iniciaram a subida da serra do Gerês em direcção a Ourense, em Espanha, onde no dia 19  puderam finalmente descansar e alimentar-se de forma conveniente. As forças britânicas e portuguesas não os perseguiram para além de Montalegre.

## Consequências
A retirada foi penosa para as tropas francesas e provocou metade das baixas sofridas desde que o exército de Wellesley atravessou o Vouga e se deram os primeiros contactos entre ambos os exércitos - combates no Vouga, Grijó, e Porto e retirada até Espanha. As tropas francesas sofreram cerca de 4.000 baixas nas quais se incluem muitos doentes. O exército de Wellesley, no mesmo período terá sofrido não mais de 500 baixas .
Wellesley regressou ao centro do país com as suas forças porque existia ainda a ameça do exército de Victor na Estremadura espanhola. Mas os acontecimentos - entre eles o combate de Alcântara em que participaram as tropas da Leal Legião Lusitana - levaram a que Victor evacuasse a Estremadura. Wellesley entra então em Espanha onde, juntamente com o exército do general Cuesta, dá início à chamada campanha de Talavera.